# Calocheiridius mussardi
Calocheiridius mussardi es una especie de arácnido del orden Pseudoscorpionida de la familia Olpiidae.

## Distribución geográfica
Se encuentra en Sri Lanka.